# سردار رشیدوف
سردار رشیدوف اختیاروویچ (زادهٔ ۱۴ ژوئن ۱۹۹۱) اهل ازبکستان است.
وی همچنین سابقه بازی در تیم ملی فوتبال ازبکستان را دارد.

## گلهای ملی
| تعداد | تاریخ          | میزبان                                         | رقیب          | گل زده | نهایی | رقابت                                            |
| ----- | -------------- | ---------------------------------------------- | ------------- | ------ | ----- | ------------------------------------------------ |
| ۱     | ۱۵ اکتبر ۲۰۱۳  | ورزشگاه مرکزی پاختاکور, تاشکند, ازبکستان       | ویتنام        | ۰-۱    | ۱-۳   | مرحله مقدماتی جام ملت‌های آسیا ۲۰۱۵               |
| ۲     | ۱۵ نوامبر ۲۰۱۳ | ورزشگاه ملی می دین, هانوی, ویتنام              | ویتنام        | ۰-۳    | ۰-۳   | مرحله مقدماتی جام ملت‌های آسیا ۲۰۱۵               |
| ۳     | ۱۳ دسامبر ۲۰۱۴ | ورزشگاه مکتوم بن راشد آل مکتوم, دبی, امارات    | فلسطین        | ۰-۱    | ۰-۱   | بازی دوستانه                                     |
| ۴     | ۲۱ دسامبر ۲۰۱۴ | ورزشگاه آل راشد, دبی، امارات                   | اردن          | ۱-۱    | ۱-۲   | بازی دوستانه                                     |
| ۵     | ۱۸ ژانویه ۲۰۱۵ | ورزشگاه مستطیلی ملبورن, ملبورن, استرالیا       | عربستان سعودی | ۰-۱    | ۱-۳   | جام ملتهای آسیا ۲۰۱۵                             |
| ۶     | ۱۸ ژانویه ۲۰۱۵ | ورزشگاه مستطیلی ملبورن, ملبورن, استرالیا       | عربستان سعودی | ۱-۳    | ۱-۳   | جام ملتهای آسیا ۲۰۱۵                             |
| ۷     | ۱۶ ژوئن ۲۰۱۵   | ورزشگاه کیم ایل-سونگ, پیونگ یانگ, کره شمالی    | کرهٔ شمالی     | ۴-۲    | ۴-۲   | مقدماتی جام جهانی فوتبال ۲۰۱۸ (آسیا) – مرحله دوم |
| ۸     | ۸ سپتامبر ۲۰۱۵ | ورزشگاه ورزشی فیلیپین, بوکا ، بولاکان, فیلیپین | فیلیپین       | ۰-۲    | ۱-۵   | مقدماتی جام جهانی فوتبال ۲۰۱۸ (آسیا) – مرحله دوم |
| ۹     | ۸ سپتامبر ۲۰۱۵ | ورزشگاه ورزشی فیلیپین, بوکا ، بولاکان, فیلیپین | فیلیپین       | ۱-۵    | ۱-۵   | مقدماتی جام جهانی فوتبال ۲۰۱۸ (آسیا) – مرحله دوم |
| ۱۰    | ۸ اکتبر ۲۰۱۵   | ورزشگاه ملی بحرین, رفاع , بحرین                | بحرین         | ۰-۳    | ۰-۴   | مقدماتی جام جهانی فوتبال ۲۰۱۸ (آسیا) – مرحله دوم |
| ۱۱    | ۲۹ مارس ۲۰۱۶   | ورزشگاه ملی (ازبکستان), تاشکند، ازبکستان       | بحرین         | ۰-۱    | ۰-۱   | مقدماتی جام جهانی فوتبال ۲۰۱۸ (آسیا) – مرحله دوم |
| ۱۲    | ۶ ژوئن ۲۰۱۷    | ورزشگاه ملی (ازبکستان), تاشکند، ازبکستان       | تایلند        | ۰-۲    | ۰-۲   | بازی دوستانه                                     |